# 되베라이너의 삼원소

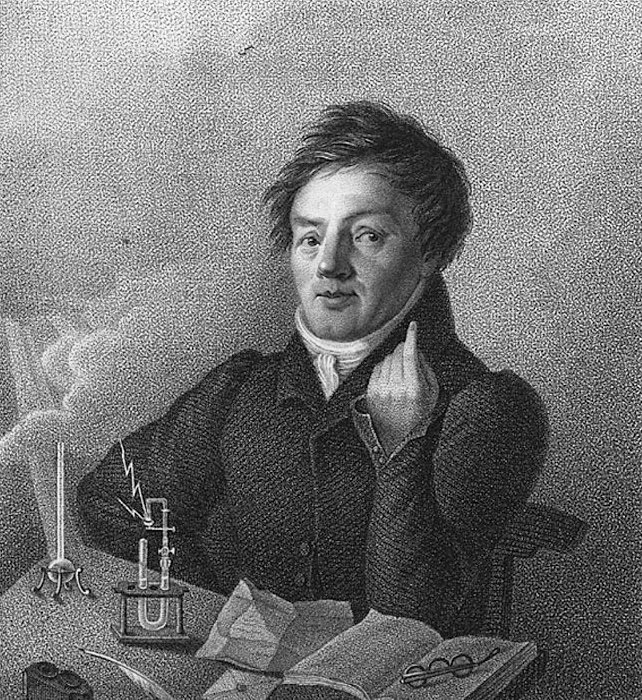
삼원소를 구성하는 원소를 일정한 순서로 배열하려고 시도한 요한 볼프강 되베라이너

되베라이너의 삼원소는 주기율표의 역사에서 물리적 특성에 따라 원소를 논리적으로 배열하고자 한 초기의 시도이다. 1817년의 편지에서는 요한 볼프강 되베라이너가 알칼리 토금속에서 스트론튬이 칼슘과 바륨의 중간 정도의 성질을 가지고 있음을 관찰하였다고 기록하고 있다. 1829년에 되베라이너는 물리적 특성이 유사하게 관련되어 있는 세개의 원소(즉 "삼원소") 그룹을 발견했다. 그는 삼원소내 원소에서 일부 정량적 성질(예 : 원자량과 밀도)이 어떤 경향을 따르고 있고, 삼원소 중에서 가운데 원소에 대한 값을 다른 두개 원소에 대한 값의 평균값을 취하는 방법으로 정확하게 또는 거의 유사하게 예측할 수 있다는 점을 밝혔다. 
| 삼원소의 이름           | 원소 및 원자량 | 원소 및 원자량                | 원소 및 원자량 |
| 삼원소의 이름           | 원소 1 질량    | 원소 2 1과 3의 평균 실제 질량 | 원소 3 질량    |
| ----------------------- | -------------- | ----------------------------- | -------------- |
| 알칼리 형성 원소        | 리튬 6.94      | 나트륨 23.02 22.99            | 칼륨 39.10     |
| 알칼리 토금속 형성 원소 | 칼슘 40.1      | 스트론튬 88.7 87.6            | 바륨 137.3     |
| 염 형성 원소            | 염소 35.470    | 브롬 80.470 78.383            | 요오드 126.470 |
| 산 형성 원소            | 황 32.239      | 셀렌 80.741 79.263            | 텔루르 129.243 |
| -                       | 철 55.8        | 코발트 57.3 58.9              | 니켈 58.7      |

## 참고 문헌
- “A Historic Overview: Mendeleev and the Periodic Table” (PDF). 2013년 1월 15일에 확인함.